# 張獻甫
張獻甫（736年—796年6月15日），唐朝陕州河北县人（今山西省平陆县）人，张守珪的弟弟左武卫将军、赠户部尚书张守琦的儿子。
張獻甫年轻时随诸兄从军，初为偏裨之将，以军功授试光禄卿、殿中监、河中节度副元帅都知兵马使，检校兵部尚书、兼御史大夫。建中初年，跟随河中节度使贾耽在襄、汉征讨山南东道节度使梁崇义，有功，加太子詹事。李希烈反，张献甫与贾耽、张伯仪收安州。唐德宗出逃奉天、兴元，兴元元年（784年）三月，山南东道节度使贾耽派樊泽前往行在拜见德宗。樊泽返回后，朝廷命樊泽接替贾耽任襄州刺史兼御史大夫、山南东道节度使。贾耽同意交接，张献甫不服，请杀樊泽，贾耽于是带着张献甫离开襄阳，军中于是安定。张献甫首先到达兴元府，从浑瑊征讨朱泚有功，收复京师，入朝为金吾将军、检校工部尚书。李怀光叛乱，吐蕃侵扰西边，贞元二年（786年），张献甫与神策将李升昙、苏清沔等领禁军出镇咸阳，经过多年，兵农安定。贞元四年（788年）七月，代韩游瑰担任检校刑部尚书，兼御史大夫、邠州刺史、邠宁庆节度观察使。邠宁军骄纵，害怕张献甫严厉，韩游瑰离职，他们在裴满等人带领下纵掠，围监军杨明义府第，邀请范希朝为帅。朝廷授韩游瑰宁州刺史，为邠宁副使。都将杨朝晟诛杀首乱者，张献甫得入邠州。他在彭原置义仓，断山浚堑，于方渠、马岭等县选险要之地以筑烽堡。上疏请收复盐州及洪门、洛原等镇，各置屯兵防备吐蕃，朝廷听从。九月，吐蕃将领尚志董星、论莽罗等攻打宁州，張献甫率众抵御，派遣兵马使魏茪逐吐蕃，斩首百余级，筑盐、夏二城，吐蕃不敢入寇。张献甫表奏咸阳尉韦丹佐邠宁幕府。贞元八年（792年），邠宁节度使张献甫与朔方河中晋绛邠宁兵马副元帅浑瑊、朔方灵盐丰夏绥银节度都统杜希全、右神策军行营节度使邢君牙、夏绥银节度使韩潭、鄜坊丹延节度使王栖曜、振武麟胜节度使范希朝合兵三万，以左神策将军胡坚、右神策将军张昌为盐州行营节度使，工役六千人，在盐州筑城。贞元十二年（796年），加检校尚书左仆射。五月初六丙申日（796年6月15日），邠宁节度使张献甫去世，年六十一岁，废朝三日，赠司空，赙物有差。張献恭之子張煦跟随張献甫征讨，以战功官至夏州节度使。